# Cakchiquel jezik
Cakchiquel jezik (ISO 639-3: cak; kaqchiquel, nekad centralni kaqchikel), jezik Cakchiquel Indijanaca iz južnogvatemalskog departmana Chimaltenango. Pripada majanskoj porodici i član je kakčikelske podskupine šire kiće skupine.
Kakčikelski jezik donedavno se smatrao skupinom više srodnih jezika prozvanih po lokalitetima ili stranama svijeta i svaki označenim vlastitim identifikatorom, koji su povuučeni iz upotrebe, to su: centralni (pravi kakčikel s identifikatorom cak) 132 000 (1990 SIL); istočni [cke], 100 000 (1998 SIL); sjeverni [ckc], 24 000 (2000 SIL); južni [ckf], 43 000 (1993 SIL); južni centralni [ckd], 43 000 (1998 SIL); zapadni [ckw] 77 000 (1998 SIL), Acatenango jugozapadni cakchiquel [ckk], 500 (1997 SIL); kach’ab’al ili santa maría de jesús cakchiquel [cki], 18 000 (2000 SIL); Xenacoj [ckj], 5 200 (1991 SIL); i Yepocapa jugozapadni cakchiquel [cbm] 8,.000 (1991 SIL).

## Vanjske poveznice
- Ethnologue (14th)
- Ethnologue (15th)